# 이이다 유지
이이다 유지(일본어: 飯田 優二, 1992년 7월 7일 ~ )는 일본의 전 축구 선수이다.

## 구단 경력
과거 미토 홀리호크에서 활동하였다.